# Larrazábal (premetro de Buenos Aires)
Larrazábal (anteriormente Armada Argentina) es una estación tranviaria del premetro que forma parte de la red de subterráneos de Buenos Aires. Pertenece al ramal que une la estación Intendente Saguier con la estación General Savio.

## Inauguración
Se inauguró el 27 de agosto de 1987, junto con las otras estaciones del Premetro.

## Ubicación
Se ubica en la intersección de la Avenida Larrazábal y la calle Ana Díaz, en el barrio porteño de Villa Lugano. Se encuentra cercana la Plazoleta Aeronáutica Argentina.